# Gauliga Ostpreußen (1941/1942)
Sezon 1941/1942 był dziewiątym sezonem Gauligi Ostpreußen, wchodzącej w skład Gauligi, stanowiącej pierwszy poziom rozgrywek w Rzeszy Niemieckiej. Mistrz ligi – VfB Königsberg zakwalifikował się do mistrzostw Niemiec, w których dotarł do ćwierćfinału.

## Tabela
| Pozycja | Klub                          | M                                   | Z                                   | R                                   | P                                   | Bramki                              | Pkt                                 |
| 1.      | VfB Königsberg                | 12                                  | 11                                  | 0                                   | 1                                   | 61:12                               | 22:2                                |
| 2.      | SV Preußen Mielau             | 11                                  | 8                                   | 0                                   | 3                                   | 59:14                               | 16:6                                |
| 3.      | SV Prussia-Samland Königsberg | 10                                  | 6                                   | 1                                   | 3                                   | 21:22                               | 13:7                                |
| 4.      | LSV Heiligenbeil (B)          | 11                                  | 5                                   | 0                                   | 6                                   | 33:33                               | 10:12                               |
| 5.      | Reichsbahn SG Königsberg      | 11                                  | 4                                   | 1                                   | 6                                   | 27:40                               | 9:13                                |
| 6.      | SV 05 Insterburg              | 12                                  | 2                                   | 1                                   | 9                                   | 16:56                               | 5:19                                |
| 7.      | VfB Osterode (B)              | 11                                  | 1                                   | 1                                   | 9                                   | 15:55                               | 3:19                                |
| 8.      | SC Preußen Insterburg (B)     | wycofał się przed startem rozgrywek | wycofał się przed startem rozgrywek | wycofał się przed startem rozgrywek | wycofał się przed startem rozgrywek | wycofał się przed startem rozgrywek | wycofał się przed startem rozgrywek |

| Legenda |                       |
|         | Mistrz                |
|         | Spadek do Bezirksligi |
| (B)     | Beniaminek            |